# Лазар Москов
Лазар Москов е български революционер, костурски войвода на Вътрешната македоно-одринска революционна организация.

## Биография
Лазар Москов е роден през 1877 година в Дъмбени, тогава в Османската империя. Учи в Костурското българско третокласно училище, Солунската българска мъжка гимназия и в Битолската българска гимназия. Там се сприятелява с Кузман Стефов и Лазар Поптрайков и се присъединява към ВМОРО.
Учител е в родното си село.
Войвода е в района на Костур. Най-близките сподвижници там са му и Павел Христов, Лазар Киселинчев, Пандо Кляшев и Васил Чекаларов. Среща се и с Марко Лерински и Гоце Делчев по време на инспекцията им през 1901 година.
На 3 август 1902 година заедно с Никола Рашайков влизат във Вишени, но са забелязани от едно заптие, охраняващо бирника. На сутринта селото осъмва блокирано от 3000 души аскер и башибозук от Костур, Лерин и Хрупища. Започва дълго сражение, обсадени в къщата на Типо Цулев, също деец на ВМОРО, който загива в началото на битката. Войската запалва махалата и изгарят шест къщи, като са убити трима мъже и една жена. За да не изгорят живи Рашайков и Москов се опитват да направят пробив, но Рашайков е застрелян. Москов е ранен в коляното и за да не бъде заловен се самоубива.
Преди пробива двамата оставят прощално писмо, предадено по-късно от селяните на районната чета на ВМОРО:
| „ | Ако умремъ, ето какво ще знаете: умираме не отъ предателство, а Кольо видѣ едно заптие на прозореца. Ви завещаваме голѣма предпазливость. По възможность четата да стои вънъ, когато времето помага. Типо е убитъ от турцитѣ, за дѣто ни отваряше вратата. Запишете въ вестницитѣ, че не ни е жалъ, че умираме отъ куршумъ, но ядъ ни е, че не постигнахме, не довършихме цельта - да освободимъ отечеството. Нека нашитѣ другари по идея да достигнатъ това отечествено завещание. Знайте другари, че съ насъ нищо не се губи. Куражъ, не бойте се, ще се тури край на всичко и ще блесне свободата, равенството и братството. Куражъ, куражъ и пакъ куражъ. Мнозина се убиватъ по харамилъкъ, мнозина умиратъ отъ трѣска, отъ всевъзможни болести; но ние всички другари по идея трѣбва да умремъ въ бой съ народния тиранинъ. Сбогомъ, Македонио! Сбогомъ другари и роднини! Да живѣе революционята, свободата, равенството и братството. Долу тиранията, долу робството, долу Турция! Ние умираме, но стига ни тая награда, да каже нѣвга народа: Умре сиромаха за правда За правда и за народа Лазаръ Московъ Кольо Рашайковъ | “ |

Георги Константинов Бистрицки пише за него:
| „ | Лазар Москов от с. Дъмбени, свършил курса на Българската класическа гимназия в Битоля, достоен другар на съселянина си Лазар п. Трайков, съвсем млад загина в с. Вишени след кървав бой с турци. | “ |

## Памет
За Лазар Москов се пее народната песен:
| „ | И за твойта свобода сладка смъртта юнашка покоси нас, но с дързост вечно живей борбата и вече е близо сетний час. | “ |